# Campeonato Mundial de Natação em Piscina Curta de 2018 - 4x50 m medley feminino
A prova dos 4x50 metros medley feminino do Campeonato Mundial de Natação em Piscina Curta de 2018 foi disputado no dia 12 de dezembro de 2018, no Hangzhou Sports Park Stadium, em Hangzhou, na China. 

## Recordes
Antes desta competição, os recordes mundiais e do campeonato nesta prova eram os seguintes:
|                       | Nome                                                                                      | Nacionalidade  | Tempo   | Local   | Data                  |
| --------------------- | ----------------------------------------------------------------------------------------- | -------------- | ------- | ------- | --------------------- |
| Recorde mundial       | Alexandra DeLoof (26,12) Lilly King (28,78) Kelsi Worrell (24,44) Katrina Konopka (23,93) | Estados Unidos | 1:43.27 | Windsor | 7 de dezembro de 2016 |
| Recorde do campeonato | Alexandra DeLoof (26,12) Lilly King (28,78) Kelsi Worrell (24,44) Katrina Konopka (23,93) | Estados Unidos | 1:43.27 | Windsor | 7 de dezembro de 2016 |

Os seguintes recordes mundiais ou do campeonato foram estabelecidos durante esta competição: 
| Data           | Evento | Nome                                                                                      | Nacionalidade  | Tempo   | Notas |
| -------------- | ------ | ----------------------------------------------------------------------------------------- | -------------- | ------- | ----- |
| 12 de dezembro | Final  | Olivia Smoliga (25.97) Katie Meili (29.29) Kelsi Dahlia (24.02) Mallory Comerford (23.10) | Estados Unidos | 1:42.38 | ,     |

## Medalhistas
| Ouro | Prata                                               | Bronze                                                                              |
| Estados Unidos · Olivia Smoliga · Katie Meili · Kelsi Dahlia · Mallory Comerford · Kathleen Baker* · Kendyl Stewart* · Erika Brown* | China · Fu Yuanhui · Suo Ran · Wang Yichun · Wu Yue | Países Baixos · Maaike de Waard · Kim Busch · Ranomi Kromowidjojo · Femke Heemskerk |

*Participaram apenas das eliminatórias, mas também receberam medalhas.

## Resultados

### Eliminatórias
As eliminatórias ocorreram dia 12 de dezembro com um total de 16 nacionalidades. 
| Colocação | Bateria | Raia | Nacionalidade  | Nadadoras                                                                                             | Tempo   | Notas |
| --------- | ------- | ---- | -------------- | --- | ------- | ----- |
| 1         | 2       | 2    | Estados Unidos | Kathleen Baker (26.89) Katie Meili (29.26) Kendyl Stewart (25.22) Erika Brown (23.55)                 | 1:44.92 | Q     |
| 2         | 1       | 5    | China          | Fu Yuanhui (26.66) Suo Ran (30.31) Wang Yichun (25.10) Wu Yue (23.46)                                 | 1:45.53 | Q     |
| 3         | 2       | 8    | Japão          | Miyuki Takemura (26.39) Miho Teramura (30.10) Ai Soma (25.51) Aya Sato (24.02)                        | 1:46.02 | Q     |
| 4         | 1       | 6    | Chéquia        | Simona Kubová (26.59) Petra Chocová (30.15) Lucie Svěcená (25.79) Anika Apostalon (23.78)             | 1:46.31 | Q     |
| 5         | 2       | 4    | Países Baixos  | Maaike de Waard (26.84) Kim Busch (30.76) Ranomi Kromowidjojo (25.13) Femke Heemskerk (24.26)         | 1:46.99 | Q     |
| 6         | 2       | 3    | Austrália      | Minna Atherton (26.92) Jessica Hansen (30.17) Holly Barratt (25.84) Carla Buchanan (24.56)            | 1:47.49 | Q     |
| 7         | 2       | 5    | Rússia         | Anastasia Fesikova (27.30) Mariia Temnikova (30.39) Arina Surkova (25.47) Daria Kartashova (24.57)    | 1:47.73 | Q     |
| 8         | 1       | 4    | Itália         | Elena Di Liddo (27.08) Arianna Castiglioni (29.80) Ilaria Bianchi (26.14) Margherita Panziera (24.79) | 1:47.81 | Q     |
| 9         | 2       | 7    | Alemanha       | Laura Riedemann (27.22) Jessica Steiger (30.53) Aliena Schmidtke (25.65) Marie Pietruschka (24.72)    | 1:48.12 |       |
| 10        | 2       | 1    | Canadá         | Ingrid Wilm (27.72) Sophie Angus (30.50) Haley Black (25.14) Aela Janvier (26.20)                     | 1:49.56 |       |
| 11        | 1       | 1    | Suíça          | Seraina Sturzenegger (27.97) Lisa Mamie (30.85) Svenja Stoffel (26.33) Alexandra Touretski (24.58)    | 1:49.73 |       |
| 12        | 1       | 7    | Eslováquia     | Karolina Hájková (27.63) Andrea Podmaníková (30.76) Tamara Potocká (26.81) Sabína Kupčová (26.04)     | 1:51.24 |       |
| 13        | 2       | 6    | Turquia        | Ekaterina Avramova (28.00) Viktoriya Zeynep Güneş (31.25) Aleyna Özkan (27.00) Selen Özbilen (25.00)  | 1:51.25 |       |
| 14        | 1       | 3    | Hong Kong      | Stephanie Au (27.86) Lam Hoi Kiu (31.94) Chan Kin Lok (27.70) Sze Hang Yu (24.49)                     | 1:51.99 |       |
| 15        | 1       | 2    | Nova Zelândia  | Emma Godwin (28.06) Ciara Smith (31.96) Vanessa Ouwehand (27.37) Rebecca Moynihan (25.06)             | 1:52.45 |       |
| 16        | 1       | 8    | Taipé Chinesa  | Wang Wan-chen (30.19) Lin Pei-wun (31.84) Huang Mei-chien (26.98) Chen Szu-an (26.89)                 | 1:55.90 |       |

### Final
A final foi realizada em 12 de dezembro. 
| Colocação         | Raia | Nacionalidade  | Nadadoras                                                                                               | Tempo   | Notas |
| ----------------- | ---- | -------------- | --- | ------- | ----- |
| Medalha de ouro   | 4    | Estados Unidos | Olivia Smoliga (25.97) Katie Meili (29.29) Kelsi Dahlia (24.02) Mallory Comerford (23.10)               | 1:42.38 | ,     |
| Medalha de prata  | 5    | China          | Fu Yuanhui (26.20) Suo Ran (29.63) Wang Yichun (24.84) Wu Yue (23.64)                                   | 1:44.31 |       |
| Medalha de bronze | 2    | Países Baixos  | Maaike de Waard (26.46) Kim Busch (30.73) Ranomi Kromowidjojo (24.21) Femke Heemskerk (23.17)           | 1:44.57 |       |
| 4                 | 3    | Japão          | Miyuki Takemura (26.14) Miho Teramura (29.50) Ai Soma (25.28) Aya Sato (23.98)                          | 1:44.90 |       |
| 5                 | 7    | Austrália      | Minna Atherton (26.44) Jessica Hansen (29.70) Emily Seebohm (25.68) Holly Barratt (23.97)               | 1:45.79 |       |
| 6                 | 1    | Rússia         | Maria Kameneva (26.51) Mariia Temnikova (30.31) Arina Surkova (25.23) Rozaliya Nasretdinova (23.93)     | 1:45.98 |       |
| 7                 | 6    | Chéquia        | Simona Kubová (26.58) Petra Chocová (29.90) Lucie Svěcená (25.86) Anika Apostalon (23.83)               | 1:46.17 |       |
| 8                 | 8    | Itália         | Carlotta Zofkova (27.38) Arianna Castiglioni (29.48) Elena Di Liddo (25.10) Margherita Panziera (24.48) | 1:46.44 |       |

Legenda
| Recorde mundial       | Recorde mundial (World record)               |                       | Recorde africano                      | Recorde africano (African) |                                           | Q | Classificado por posição (Qualified) |
| Recorde do campeonato | Recorde do campeonato (Championship record)  | Recorde da América    | Recorde da América (Americas)         | q                          | Classificado por melhor tempo (Qualified) |   |                                      |
| Melhor marca do ano   | Melhor marca do ano (World leading)          | Recorde asiático      | Recorde asiático (Asian)              | DNS                        | Não largou (Did not start)                |   |                                      |
| Recorde nacional      | Recorde nacional (National record)           | Recorde europeu       | Recorde europeu (European)            | DNF                        | Não terminou (Did not finish)             |   |                                      |
| Recorde pessoal       | Recorde pessoal do atleta (Personal best)    | Recorde da Oceania    | Recorde da Oceania (Oceania)          | DSQ / DQ                   | Desclassificado (Disqualified)            |   |                                      |
| Recorde da temporada  | Recorde da temporada do atleta (Season best) | Recorde sul-americano | Recorde sul-americano (South America) | NM                         | Sem marca (No mark)                       |   |                                      |